# 2000 EZ41
2000 EZ41 är en asteroid i huvudbältet som upptäcktes den 8 mars 2000 av LINEAR i Socorro County, New Mexico.
Asteroiden har en diameter på ungefär 9 kilometer, den tillhör asteroidgruppen Themis.